# Stanisław Kierner
Stanisław Kierner (ur. 23 maja 1980 w Łodzi) – polski śpiewak operowy (bas-baryton) i pianista oraz pedagog.
Absolwent Akademii Muzycznej w Łodzi (klasa śpiewu prof. Włodzimierza Zalewskiego – dyplom z wyróżnieniem w 2006 oraz klasa fortepianu prof. Marii Koreckiej-Szoszkowskiej). Studiował też w Studiu Operowym w Brukseli pod kierunkiem Jose van Dama oraz w klasie Mireille Alcantary w Narodowym Konserwatorium Muzycznym w Paryżu. Laureat krajowych i międzynarodowych konkrsów wokalnych. Jako solista debiutował w 2002 w Teatrze w Röenne w Danii (partia Don Alfonsa w Così fan tutte Mozarta). Występował m.in. w Operze Krakowskiej, Operze Poznańskiej, Operze Wrocławskiej, Teatrze Wielkim w Łodzi. Brał udział nagraniu płyty Witold Lutosławski: Utwory wokalno-instrumentalne (Dux) nominowanej do Nagrody Muzycznej Fryderyk 2015 w kategorii Album Roku Muzyka Chóralna, Oratoryjna i Operowa. Doktor habilitowany, zatrudniony od 2006 w Akademii Muzycznej w Łodzi.

## Partie operowe
- Adam (Raj utracony, Pendrecki)
- Baron Scarpia (Tosca, Puccini)
- Escamillo (Carmen, Bizet)
- Henryk VI (Henryk VI na łowach, Kurpiński)
- Holender tułacz (Holender tułacz, Wagner)
- Król Roger (Król Roger, Szymanowski)

## Nagrody
- 2003: Konkurs Polskiej Pieśni Artystycznej im. Edmunda Kossowskiego w Warszawie - I nagroda
- 2007: Międzynarodowy Konkurs Sztuki Wokalnej im. Ady Sari w Nowym Sączu - I nagroda[2]
- 2009: Międzynarodowy Konkurs i Festiwal Operowy Mezzo Tv - finalista
- 2012: Międzynarodowy Konkurs Wokalny ARD – nagroda specjalna